# 芬妮温泉 (佛罗里达州)
芬妮温泉（英語：Fanning Springs），是美国佛罗里达州吉爾克里斯特縣和莱维县下属的一座城市。建立于1965年。面积约为9.6平方公里（约合3.7平方英里）。根据2010年美国人口普查，该市有人口764人。论人口在本州排行第346。